# Pułk Artylerii Konnej (Księstwo Warszawskie)

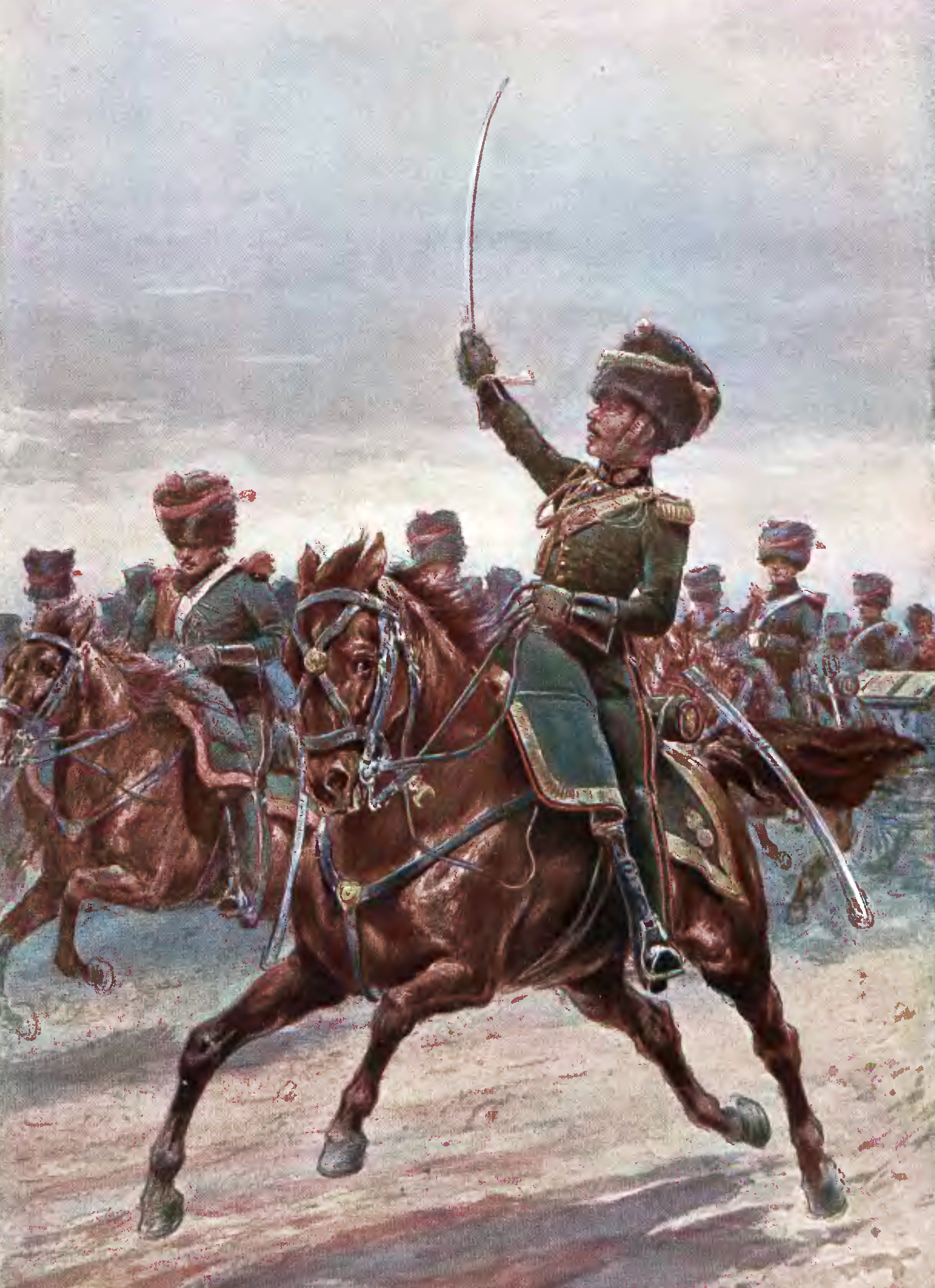
Artyleria konna Księstwa Warszawskiego

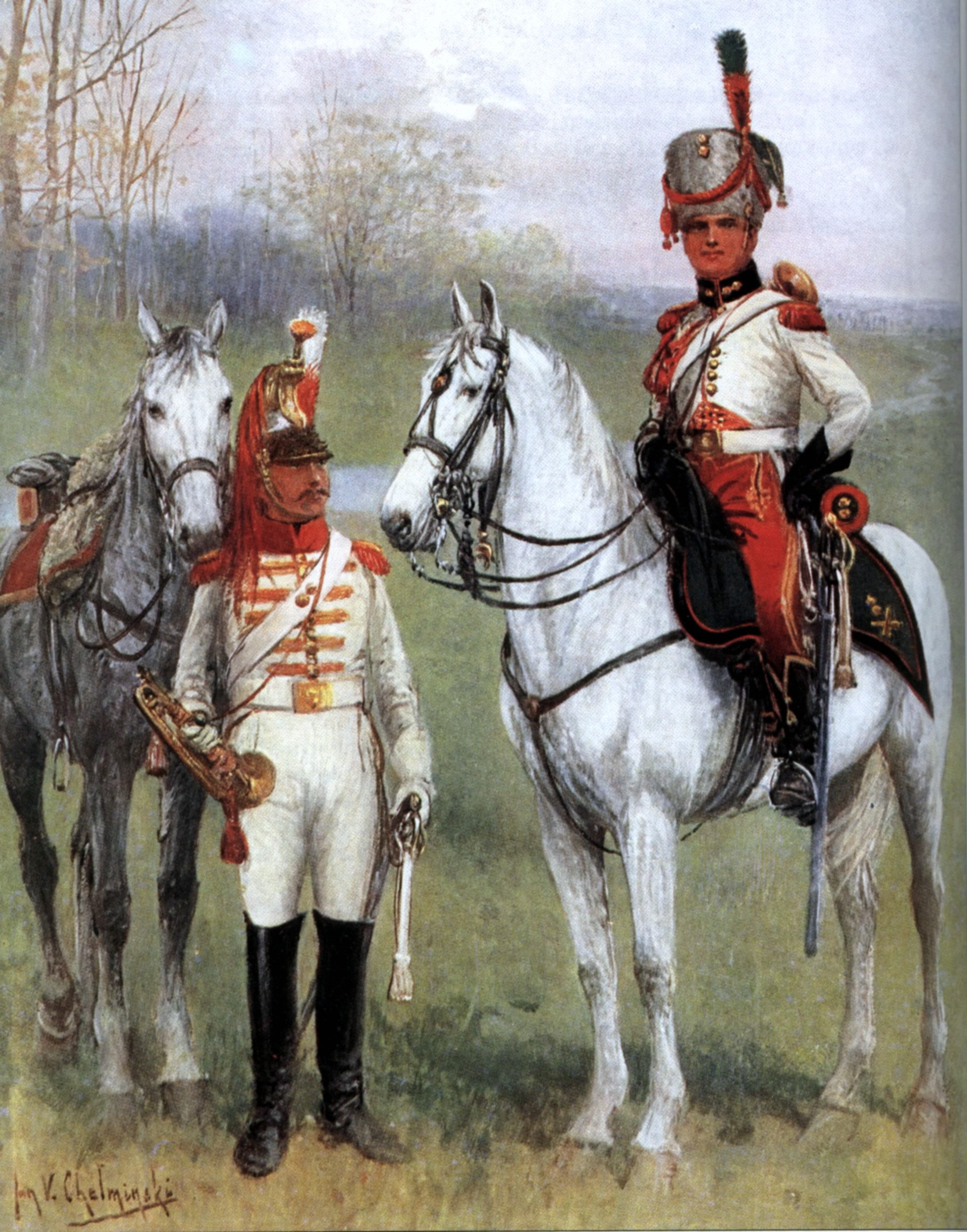
Trębacz kirasjerów i artylerii konnej

Pułk artylerii konnej – polski pułk artylerii konnej okresu Księstwa Warszawskiego.
Artyleria konna Księstwa Warszawskiego została utworzona dekretem Księcia Warszawskiego z 1 grudnia 1808 jako bateria artylerii konnej kosztem hrabiego Włodzimierza Potockiego. 2 bateria artylerii konnej została zaś sformowana w 1809 przez Romana Sołtyka.
Dekretem z 30 marca 1810 utworzono pułk artylerii konnej z dwóch szwadronów. Liczył on 691 żołnierzy, 382 koni jezdnych i 520 pociągowych.

## Działania zbrojne
Pułk ten walczył m.in. pod Raszynem (19 kwietnia 1809), Grochowem (25 kwietnia 1809), Kockiem (7 maja 1809), Zamościem (20 maja 1809), a także pod Sandomierzem (18–20 maja 1809), Wrzawą (12 czerwca 1809). Brał udział w kampaniach 1812 i 1813 roku.

## Żołnierze pułku
Dowódcy pułku
- kpt. hrabia Włodzimierz Potocki (szef szwadronu w 1809, uwolniony 24 października 1810)
- płk Józef Hurtwig (30 marca 1810)

Oficerowie
- Roman Sołtyk
- Józef Sowiński